# Атеизм в Казахстане
Атеизм в Казахстане — совокупность граждан и неформальных объединений, осознающими себя нерелигиозными. Согласно Конституции страны, Казахстан является светским государством, где религия отделена от государства. По данным исследования «Светские и религиозные ценности в восприятии казахстанцев» Казахстанского института стратегических исследований (КИСИ), в 2019 году доля неверующих в стране составила 18,7 %.

## Современное состояние
По мнению Данияра Наурыза в информационном отношении фактически наложен запрет на тему атеизма.
Также за разжигание межрелигиозной вражды был арестован журналист и правозащитник из Риддера Александр Харламов. Его обвиняют в том, что он в своих публикациях о христианстве и о различных религиозных течениях занимался пропагандой атеизма, чем оскорбил чувства верующих.
Депутат Мажилиса Парламента Жуматай Алиев предлагал наряду с религиоведением преподавать и атеизм.
Из политических партий Казахстана на позициях атеизма и атеистической пропаганды стоит представленная в парламенте Коммунистическая народная партия Казахстана. В её программе сказано: «коммунисты выступают за признание свободы совести, право исповедовать любую религию или не исповедовать никакой, за отделение церкви и мечети от государства, а школы от церкви и мечети. При этом коммунисты ведут широкую атеистическую пропаганду, избегая унижений оскорбления чувств верующих в любой форме».
Признаки дискриминации атеистов в Казахстане не постоянны, но иногда проявляются выражаясь в серьёзных действиях:
- Попытки исключить из образовательных программ элементы теории эволюции (неудачные).
- Иногда проявляется цензура и судебные дела против людей озвучивающих атеистическое мировоззрение.

### Численность атеистов
Исследования американской службы Гэллапа показывают, что уровень религиозности населения Казахстана (43 %) самый низкий в регионе. В целом, в мире Казахстан занимает по этому показателю место между Словенией и Швейцарией. По данным исследования «Светские и религиозные ценности в восприятии казахстанцев» казахстанского института стратегических исследований (КИСИ), в 2019 году доля неверующих в стране составила 18,7 %.
По словам министра по делам религий и гражданского общества Дархана Калетаева сегодня более 14 % казахстанцев позиционируют себя как атеисты или агностики.

## Права атеистов в Казахстане
Летом 2017 года Министерство по делам религий и гражданского общества РК инициировало изменения в законодательство о свободе совести, в котором:
«Особое внимание планируется уделить защите прав атеистов и регламентации способов организации получения духовного образования».